# Reggianito
Il Reggianito è un formaggio a pasta dura prodotto in Argentina.

## Storia
La sua origine viene fatta risalire tra la fine del XIX secolo e gli inizi del XX, ad opera di emigrati italiani che desideravano produrre un formaggio sul modello del Parmigiano-Reggiano. Il nome è un diminutivo spagnolo di Reggiano e si riferisce al fatto che viene prodotto in forme del peso medio di 6,8 kg, molto più piccole di quelle del Parmigiano-Reggiano.
La stagionatura dura sei mesi: più di ogni altro formaggio sudamericano prodotto a partire da latte di vacca, ma molto meno del Parmigiano-Reggiano (dai dodici mesi in su). Il sapore è leggermente più salato di quello del Parmigiano-Reggiano. Viene spesso usato grattugiato (specialmente sopra la pasta) e per cucinare.
Negli anni successivi alla prima guerra mondiale, il Reggianito fu riconosciuto dai produttori italiani come un serio concorrente all'esportazione del Parmigiano-Reggiano: questo fu uno dei fattori che portò alla costituzione del Consorzio di Tutela del Parmigiano Reggiano nel 1934. Negli Stati Uniti il Reggianito è spesso venduto col nome di Parmesan.